# PIKfyve
PIKfyve（phosphoinositide kinase, FYVE-type zinc finger containing）は、ヒトではPIKFYVE遺伝子によってコードされている酵素である。

## 機能
PIKfyveの主な酵素活性は、ホスファチジルイノシトール-3-リン酸（PtdIns(3)P）からホスファチジルイノシトール-3,5-ビスリン酸（PtdIns(3,5)P2）へのリン酸化である。またPIKfyveの活性は、PtdIns(3,5)P2とホスファチジルイノシトール-5-リン酸（PtdIns(5)P）の双方の産生を担っている。PIKfyveは多くの機能ドメインを含む大きなタンパク質であり、いくつかのスプライシングアイソフォームが発現している。報告されているマウスとヒトの全長cDNAクローンには、それぞれ2052、2098アミノ酸からなるタンパク質がコードされている。PIKfyveのFYVEフィンガードメインは膜のPtdIns(3)Pに直接結合し、エンドソーム膜の細胞質基質側への局在に必要不可欠な役割を果たしている。ドミナントネガティブ型変異、siRNAによるmRNAの切断や薬理学的阻害によってPIKfyveの酵素活性が損なわれると、PtdIns(3,5)P2合成、リソソームの融合過程や恒常性が損なわれることでリソソームの肥大化や細胞質における空胞形成が引き起こされる。このようにPIKfyve はPtdIns(3,5)P2産生を介していくつかの面で小胞のダイナミクスに関与しており、トランスゴルジ網やその後の区画へ向かうエンドサイトーシス経路の途上において、エンドソームから開始されたりエンドソームを通過したりする多くの輸送経路に影響を及ぼしている。

## 臨床的意義
Francois-Neetens corneal fleck dystrophyの10家系のうち8家系では、2つのPIKFYVEアレルの1つに影響を及ぼす変異が発見されている。マウスでは、双方のアレルを破壊すると胚は着床前の段階で致死となる。また、PIKfyveの活性がHIVやサルモネラの複製に利用されていることを示唆するエビデンスが得られている。また、インスリンによって調節されたグルコース取り込みがPIKfyveの活性の喪失によって阻害されることから、 PIKfyveと2型糖尿病との関連も推測されている。それと符合するように、食後血糖値の低下を重荷になっている骨格筋でPikfyve遺伝子を選択的に破壊したマウスは、全身性のインスリン抵抗性、耐糖能異常、高インスリン血症、脂肪の増加といったヒトの境界型糖尿病に典型的な症状を示す。

### がん
いくつかのPIKfyve低分子阻害剤が非ホジキンリンパ腫B細胞やU-251膠芽腫細胞に対して選択的毒性を示すなど、前臨床研究においてがん治療薬としての有望性が示されている。PIKfyve阻害剤は、成長や増殖をオートファジーに依存しているA-375メラノーマ細胞でも細胞死を引き起こす。この作用はリソソームの恒常性が損なわれるためである。

### 筋萎縮性側索硬化症
PIKfyveの薬理学的阻害は凝集タンパク質のエキソサイトーシスの促進をもたらし、筋萎縮性側索硬化症（ALS）の病理が緩和されることが多くのモデルで示されている。PIKfyve阻害薬AIT-101はC9orf72変異型ALSに対する臨床試験が進行している。

## 相互作用
PIKfyveは、調節因子であるArPIKfyve（VAC14）、PtdIns(3,5)P2-5-ホスファターゼSac3（FIG4）と物理的に結合し、ArPIKfyveのホモオリゴマー相互作用を足場として安定な三者ヘテロオリゴマー複合体を形成する。PtdIns(3,5)P2の合成とターンオーバーという相反する活性を有する2つの酵素が1つの複合体中に存在していることは、PtdIns(3,5)P2濃度の緊密な制御の必要性を示している。PIKfyveはRab9のエフェクターであるRABEPKや、キネシンのアダプターであるJLP（SPAG9）とも相互作用する。こうした相互作用は、微小管を基盤としたエンドソームからトランスゴルジ網への輸送へPIKfyveを関連付けている。グルタミン酸受容体の持続的活性化条件下では、PIKfyveは電位依存性カルシウムチャネルCav1.2に結合してリソソームでの分解を促進し、神経を興奮毒性から保護する。神経内分泌細胞では、PIKfyveは電位依存性カルシウムチャネルに影響を及ぼすことなくカルシウム依存性のエキソサイトーシスを負に調節する。

## 進化生物学
PIKfyveは、進化的に保存された脂質キナーゼファミリーに属する。同様の構造を有するFYVEドメイン含有ホスホイノシチドキナーゼをコードする遺伝子は酵母からヒトまで大部分の生物のゲノムに存在し、シロイヌナズナArabidopsis thalianaには数コピーの遺伝子が存在する。高等真核生物（キイロショウジョウバエDrosophila melanogaster以降）ではさらにDEPドメインを獲得している。出芽酵母Saccharomyces cerevisiaeの酵素Fab1pは通常条件下でのPtdIns(3,5)P2の合成、そして高浸透圧ショックに対する応答としての合成にも必要である。酵母Fab1pはVac14p（ヒトArPIKfyveのオルソログ）、Fig4p（ヒトSac3のオルソログ）と結合する。酵母のFab1複合体にはVac7p、そしておそらくAtg18pも含まれているが、これらは哺乳類のPIKfyve複合体では検出されていない。Fab1は出芽酵母の生存には必須ではない可能性がある。対照的に、シロイヌナズナ、キイロショウジョウバエ、線虫Caenorhabditis elegans、マウスではFYVEドメイン含有酵素のノックアウトは胚段階で致死となり、これらの酵素が多細胞生物の胚発生において必須であることが示唆される。

## 関連文献
- Nagase T, Ishikawa K, Suyama M, Kikuno R, Hirosawa M, Miyajima N, Tanaka A, Kotani H, Nomura N, Ohara O (February 1999). “Prediction of the coding sequences of unidentified human genes. XIII. The complete sequences of 100 new cDNA clones from brain which code for large proteins in vitro”. DNA Research 6 (1):  63–70. doi:10.1093/dnares/6.1.63. PMID 10231032.
- Jiao X, Munier FL, Schorderet DF, Zografos L, Smith J, Rubin B, Hejtmancik JF (May 2003). “Genetic linkage of Francois-Neetens fleck (mouchetée) corneal dystrophy to chromosome 2q35”. Human Genetics 112 (5–6):  593–9. doi:10.1007/s00439-002-0905-1. PMID 12607114.
- Ikonomov OC, Sbrissa D, Foti M, Carpentier JL, Shisheva A (November 2003). “PIKfyve controls fluid phase endocytosis but not recycling/degradation of endocytosed receptors or sorting of procathepsin D by regulating multivesicular body morphogenesis”. Molecular Biology of the Cell 14 (11):  4581–91. doi:10.1091/mbc.E03-04-0222. PMC 266774. PMID 14551253.
- Brill LM, Salomon AR, Ficarro SB, Mukherji M, Stettler-Gill M, Peters EC (May 2004). “Robust phosphoproteomic profiling of tyrosine phosphorylation sites from human T cells using immobilized metal affinity chromatography and tandem mass spectrometry”. Analytical Chemistry 76 (10):  2763–72. doi:10.1021/ac035352d. PMID 15144186.
- Sbrissa D, Ikonomov OC, Shisheva A (February 2002). “Phosphatidylinositol 3-phosphate-interacting domains in PIKfyve. Binding specificity and role in PIKfyve. Endomenbrane localization”. The Journal of Biological Chemistry 277 (8):  6073–9. doi:10.1074/jbc.M110194200. PMID 11706043.
- Sbrissa D, Ikonomov OC, Strakova J, Dondapati R, Mlak K, Deeb R, Silver R, Shisheva A (December 2004). “A mammalian ortholog of Saccharomyces cerevisiae Vac14 that associates with and up-regulates PIKfyve phosphoinositide 5-kinase activity”. Molecular and Cellular Biology 24 (23):  10437–47. doi:10.1128/MCB.24.23.10437-10447.2004. PMC 529046. PMID 15542851.
- Rush J, Moritz A, Lee KA, Guo A, Goss VL, Spek EJ, Zhang H, Zha XM, Polakiewicz RD, Comb MJ (January 2005). “Immunoaffinity profiling of tyrosine phosphorylation in cancer cells”. Nature Biotechnology 23 (1):  94–101. doi:10.1038/nbt1046. PMID 15592455.
- Olsen JV, Blagoev B, Gnad F, Macek B, Kumar C, Mortensen P, Mann M (November 2006). “Global, in vivo, and site-specific phosphorylation dynamics in signaling networks”. Cell 127 (3):  635–48. doi:10.1016/j.cell.2006.09.026. PMID 17081983.